# Bantadjé (Poli)
Bantadje est un village du Cameroun situé dans la Région du Nord, dans le département du Faro. Administrativement, il est intégré à l'arrondissement de Poli, chef-lieu du Faro, et au lamidat de Mayo Bantadje. Il est situé à proximité de la rivière du même nom, la Mayo-Bantadjé.

## Population
Lors du recensement de 2005 réalisé par le Bureau central des recensements et des études de population (BUCREP), 345 habitants y ont été dénombrés.

## Climat
Bantadjé bénéficie d'un climat tropical avec une saison des pluies qui a lieu durant l'été et peut provoquer des inondations de la rivière et un hiver sec.

## Faune et flore
Proche du village on recense des forêts humides sempervirentes de basse altitude avec des espèces présentes telles que l'acacia, le tamarinier, le baobab et le bantadjé.